# Monte Generoso
Le Monte Generoso est une montagne des Alpes lépontines situé à la frontière entre la Suisse et l’Italie. Sa cime est divisée entre la commune italienne de San Fedele Intelvi et la commune suisse de Rovio et accueille un observatoire géré par le Groupe insubrique d'astronomie (GIA). La zone est classée à l’Inventaire fédéral des paysages, sites et monuments naturels d'importance nationale.
Le chemin de fer Monte Generoso permet d’atteindre le sommet par l’ouest depuis Capolago. Une route relie par ailleurs Mendrisio à la station intermédiaire de Bellavista.

## Paléontologie
Le Monte Generoso est percé de 92 grottes pour un total de 13 km de galeries. Des restes fossilisés d’homme de Néandertal, vieux de 50 000 à 60 000 ans, ont été retrouvés sur ses flancs, ainsi que des ossements d’un ours des cavernes, de loups, d’ours brun, de bouquetins et d’élans.

## Architecture

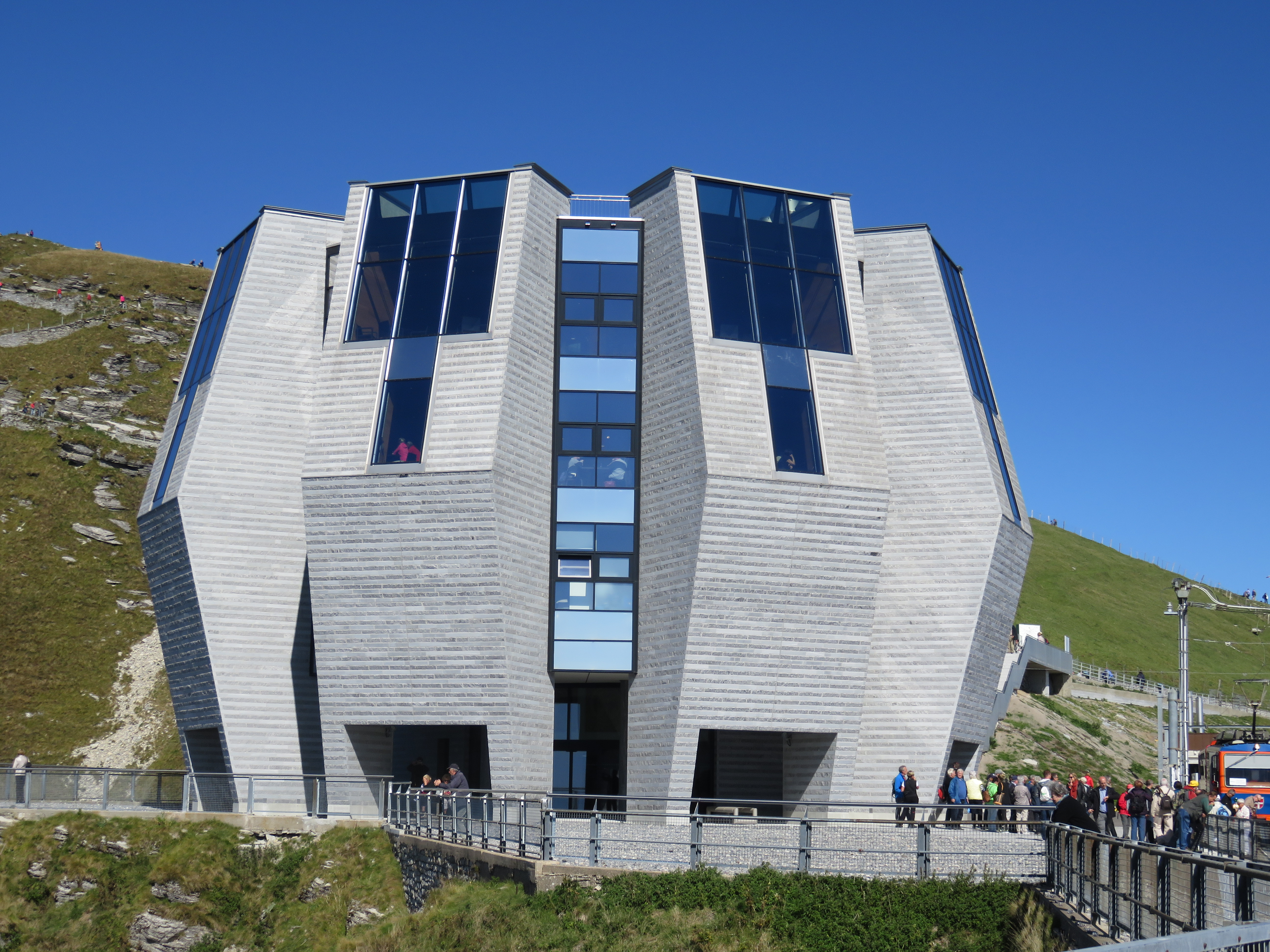
Fiore di Pietra.

Avec Giulio Andreolli, l'architecte suisse Mario Botta a érigé près du sommet, à une altitude de 1 601 m, un restaurant panoramique à cinq niveaux, dit Steinblume ou Fiore di Pietra. Il a été inauguré en présence de l'architecte le 29 mars 2017.

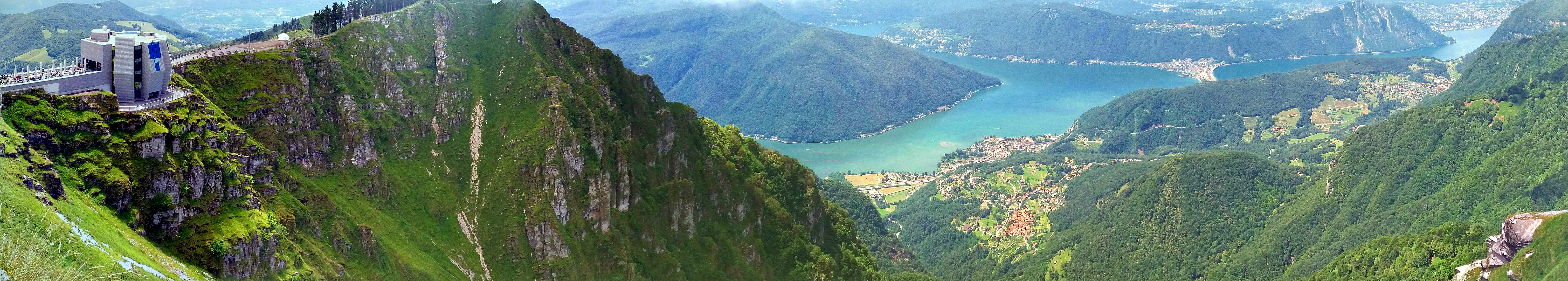
Vue panoramique depuis le Monte Generoso.